# 秦氏
秦氏（はたうじ・はたし）は、「秦」を氏の名とする氏族。東漢氏などと並び有力な帰化氏族である。

## 歴史
『日本書紀』で応神天皇14年（283年）に百済より百二十県の人を率いて帰化したと記される弓月君を秦氏の祖とする。平安時代初期の815年に編纂された『新撰姓氏録』によれば「秦氏は、秦の始皇帝の末裔」という意味の記載があるが、その真実性には疑問が呈せられており、その出自は明らかではなく、これは秦氏自らが、権威を高めるために、王朝の名を借りたというのが定説になっている。「弓月」の朝鮮語の音訓と訓読み（クンダル）が「百済」の和訓である「くだら」とほぼ同音であることから百済の系統とする説などがある。
葛城襲津彦の支援によって日本へ渡ると、葛城氏の本拠地である葛城に住んだとされる。ただし、豊前国に入り、その後は中央政権へ進出していったとする説も存在する。大和国のみならず、山背国葛野郡（現在の京都市右京区太秦）、同紀伊郡（現在の京都市伏見区深草）や、河内国讃良郡（現在の大阪府寝屋川市太秦）、摂津国豊嶋郡、針間国（現在の兵庫県）、阿波国、伊予国など各地に土着し、土木や養蚕、機織などの技術を発揮して栄えた。
丹波国桑田郡（現在の京都府亀岡市）では湿地帯の開拓などを行った。雄略天皇の時代には秦酒公（さけのきみ）が秦氏の伴造として各地の秦部・秦人の統率者となり、公の姓を与えられた。欽明天皇の時代には紀郡深草里の秦大津父（おおつち）が伴造となって、大蔵掾（おおくらのふびと）に任ぜられたという。また、これ以降秦氏の氏人は造姓を称したが、一部は後世まで公姓を称した。
秦氏の本拠地は山背国葛野郡太秦とされており、山背国においては桂川中流域、鴨川下流域を支配下におき、その発展に大きく寄与した。山背国愛宕郡（現在の京都市左京区、北区）の鴨川上流域を本拠地とした賀茂氏と関係が深かったとされる。秦氏は松尾大社、伏見稲荷大社などを氏神として祀り、それらは賀茂氏の創建した賀茂神社とならび、山背国では創建が最古の神社となっており、秦氏の末裔はこれらの社家となったとの説もある。推古天皇30年には当時の中心的人物であった秦河勝が広隆寺を建立している。
河内国讃良郡にも「太秦」の地名が存在する（上述した寝屋川市の町丁）。河内国太秦には弥生中期頃の高地性集落（太秦遺跡）が確認されており、付近の古墳群からは5世紀から6世紀にかけての渡来人関係の遺物が出土している（太秦古墳群）。秦氏が現在の淀川の治水工事として茨田堤を築堤する際に協力したとされ、現在の熱田神社（大阪府寝屋川市）が広隆寺に記録が残る河内秦寺（廃寺）の跡だったとした調査結果がある。
雄略天皇の時代には秦酒公（さけのきみ）が秦氏の伴造として各地の秦部・秦人の統率者となり、公の姓を与えられた。欽明天皇の時代には紀郡深草里の秦大津父（おおつち）が伴造となって、大蔵掾（おおくらのふびと）に任ぜられたという。また、これ以降秦氏の氏人は造姓を称したが、一部は後世まで公姓を称した。
秦大津父は夢の中で狼を助け、それにより伴造となったが、この夢は、間接的に、狼＝神が欽明天皇の即位を望んでいた（欽明の天皇即位の正統性を強調している）こと、欽明天皇の即位に秦氏の影があったことを表してると考えられる。
「深草秦氏」と「葛野秦氏」は、ほぼ同時期の6世紀に葛城から移住しており、まず肥沃な深草を拠点とした秦大津父が秦氏の族長となり、葛野の開発によって葛野秦氏が台頭し、族長の座が秦河勝の手に移ったと考えられる。そして、秦氏の族長は、『日本書紀』に「秦大津父が欽明天皇に『秦伴造』に任命された」という記事があるように、王権によって決められており、秦河勝や、太秦公の姓を賜った秦島麻呂も同じであった。
秦氏は上宮王家が親密であったが、それはあくまで職務上のことであり、私的に臣従していたわけではなく、非政治的な一族であった。そのため、上宮王家が滅んだ後も秦氏が没落することはなく、蘇我氏と結びついて天武天皇に直接批判された東漢氏とは対象的である。
天智天皇は秦氏による山背国（山城国）への開拓（遷都）を進めていたが未開のままとなる。天応元年の桓武天皇即位により再び開拓がなされ、延暦3年（784年）に長岡京を造営する。延暦13年（794年）には和気清麻呂・藤原小黒麻呂（北家）らの提言もあり、平安京への遷都となった。
後に東国にも多く入ってきたとされ、秦氏は相模国（秦野市）周辺地域に居住したとされる。東京都内では現在の杉並区久我山が拠点であったとされており、井の頭池より現在の玉川上水流域の北沢分水上堀、江下山堀を通る用水路を開削したと記されている（久我山の下流水域には幡ヶ谷などの地名が残されている）。

## 出自
『新撰姓氏録』によれば、応神14年（283年）に百済から日本に帰化した氏族であり、秦の始皇帝の末裔だと主張する百済人弓月君（融通王）が中心的人物とされる。
- 新羅系渡来氏族。聖徳太子に仕えた秦河勝は新羅仏教系統を信奉していた[要出典]が、これは蘇我氏と漢氏が百済仏教を信奉していたのと対照的である。また、方位では東南東を意味する“辰”の辰韓は中国王朝からは秦韓と呼ばれたことから秦の末裔ではないかと思われたこと。平野邦雄よると秦国の徐福が海外に派遣されたことは当時の中国王朝の文献によく言及されるほど有名な物語であって、徐福は実際に海外にはたどり着けなかったものの、物語が誤伝され辰韓は発音が似た秦韓に間違えて呼ばわれていたという[15]（平野邦雄・直木孝次郎・上田正昭）[16][17][18]。
- 百済系渡来氏族。「弓月」の朝鮮語の音訓が、百済の和訓である「くだら」と同音・同義であることから、「弓月君」＝「百済君」と解釈できる。また『日本書紀』における弓月君が百済の120県の人民を率いて帰化したとの所伝もこの説を補強する。また、ハタ（古くはハダ）という読みについては朝鮮語のパダ（海）によるとする説のほか、機織や、新羅の波旦という地名と結び付ける説[19]。佐伯有清によると秦の始皇帝の苗字は秦氏ではなく、新羅系渡来氏族が渡来したが『新撰姓氏録』が書かれた815年、古書には辰韓が中国王朝から秦韓と呼ばれていたことから弓月君は秦の始皇帝の末裔と思われ出自が間違っている。（笠井倭人・佐伯有清）[20][21]。
- 中国の西に位置する天山山脈の麓にあった弓月国を源とした一族が建国した秦韓（辰韓）を構成した国王の子孫。新羅の台頭によりその国が滅亡した際に、王であった弓月君が日本に帰化した（太田亮）[22]。
- 五胡十六国時代の中国で羌族が興した後秦に由来する。また、羌族がチベット・ビルマ語派に属するチベット系民族であって、同言語においてハタは辺鄙の土地、ウズは第一、キは長官を意味することから、ハタのウズキとは「地方を統治する第一の長官」を意味する。同様に、マは助詞「の」、サは都を意味することから、ウズマサは「第一の都市」を指す（田辺尚雄）[23][24]。
- 『隋書』には、風俗が華夏（中国）と同じである秦王国なる土地が日本にあったことが紹介されている[25]。

奇説として、景教（キリスト教のネストリウス派）徒のユダヤ人が祖であるとする説（日ユ同祖論）が佐伯好郎によって提唱されたが、「秦氏＝ユダヤ人景教徒」説は、殆どが語呂合わせであり、説が発表された当時から現代まで一貫して否定され続けている上に、佐伯は晩年に、弟子の服部之総の「先生はどんな動機から景教碑文研究をはじめられたのでしょうか？」という質問に対し、「ユダヤ資本を日本に導入する志をたてて、そのために打った第一手が大秦氏＝猶太（ユダヤ）人の着想であった」と語り、服部を仰天させている。

## 概要
日本人のルーツとしての多くは大陸と朝鮮から渡って来たとされ、ヤマト王権成立後に同化が進んだ。渡来系氏族は歴史用語として、3世紀から7世紀にかけて大陸より帰化した秦氏などの有力氏族を指すものだとされる。（現在の日本政府ではアイヌのみを日本の先住民族としている）。
秦氏一族は稲荷神社などを創祀したことでも知られており、蚕や絹などによる織物、土木技術、砂鉄や銅等の採鉱及び精錬、薬草なども広めた。
奈良時代の戸籍・半布里戸籍に秦氏の記述が残されてある（富加町）。
天武天皇14年（685年）の八色の姓では忌寸の姓を賜与されるが、忌寸のほかに公・宿禰などを称する家系があった。
平安仏教を代表する最澄と空海も、秦氏とは縁が深かったとされている。
平安遷都に際しては、葛野郡の秦氏の財力・技術力が重要だったとある。平安時代には多くが惟宗氏を称するようになったが、秦氏を名乗る家系（楽家の東儀家など）も多く残った。東家、南家などは松尾大社の社家に、荷田家、西大路家、大西家、森家などは伏見稲荷大社の社家となった。なお、中世になり社家を継いだ羽倉家については、南北朝の混乱時に荷田氏を仮冒したことが疑われている。

## 秦氏の系統（一覧）
- 豊前秦氏 - 正倉院文書によると豊前国の戸籍には加自久也里、塔里（共に上三毛郡＝現在の築上郡）、丁里（仲津郡＝現在の福岡県行橋市・京都郡みやこ町付近）[30]の秦部[31][32]や氏名が横溢している。
- 葛野秦氏 - 拠点は山城国葛野郡太秦。長岡京、平安京の遷都にも深く携わったとされる。弓月君一族の秦酒公、秦河勝、秦忌寸足長（長岡京造営長官）、太秦公忌寸宅守など。
- 深草秦氏 - 拠点は山城国紀伊郡深草。上宮王家が所有する深草屯倉を管理経営したとされる。大蔵の財政官人を務めた秦大津父（おおつち）、秦伊侶具（伏見稲荷大社の建立）など。
- 播磨秦氏 - 拠点は播磨国赤穂郡。平城宮出土木簡に書き残されている。風姿花伝によると秦河勝はこの地域に移住したとされる。秦河勝を氏神として祭った神社として大避神社が兵庫県内に多数鎮座している。また、河勝の伝承以外にも、実際に赤穂郡周辺に秦氏がいたことが史料より確認されている[33][34][35]。
  - 平城宮跡出土木簡には、年代は不明であるものの、ある木簡には、表に「播磨国赤穂郡大原」、裏に「五保秦酒虫赤米五斗」と、ある木簡には「赤穂郡大原郷 秦造吉備人丁二斗 秦造小奈戸三丁斗」と、ある木簡には「赤穂郡大原郷 戸主秦造吉備人」と記されている。
  - 延暦12年（793年）4月19日付の「播磨国坂越神戸両郷解」には、天平勝宝5年（753年）頃に赤穂の地に秦大炬という人物がいたことが記録されている。
  - 『石崎直矢所蔵文書』・『東大寺牒案』には、延暦12年（793年）の5月14日に「擬大領外従八位上・秦造（闕名）と擬少領無位・秦造雄鯖という人物がいたことが記録されている。
  - 『日本三代実録』貞観6年（864年）8月17日条には播磨国赤穂郡大領外正七位下・秦造内麻呂が外従五位下になったとある。
  - 「平安遺文」の11世紀後半（延久3年（1071年）から承暦3年（1079年）にかけて）の東寺文書中に、赤穂郡大領または播磨国大掾であった秦為辰が開発領主として開墾したとある。
  - 長和4年（1015年）11月の播磨国符に記された赤穂郡有年荘文書には、寄人41人による連名があり、その中には秦姓の人物が12人[注釈 1]いる。
  - 有年牟礼・山田遺跡からは、「秦」と漢字が刻まれた平安時代の須恵器が出土している。
  - 播磨国揖保郡少宅郷には、戸主・呉部首種麻呂の戸口として秦田村君有礒の名前が見える。
  - 同じく少宅郷には少宅秦君氏がおり、『播磨国風土記』によれば、小宅の秦君の娘と川原若狭の祖父が結婚し住んだ家を小宅と名付けたのが地名の由来であるという。
- 美作・備前秦氏 - 上記の播磨国西部の秦氏と関連する形で、美作国と備前国にも秦氏がいたことが知られている。
  - 『続日本紀』文武天皇2年（698年）4月壬辰条には、侏儒であった備前国人・秦大兄が香登臣の姓を賜っており、備前市香登本の大内神社や大酒殿趾は秦氏が先祖を祀った神社であるとされる。
  - 「大日本古文書」所収の宝亀5年（774年）3月12日付の勘案状によれば、備前国邑久郡積梨郷には秦造国足や秦部国人がいたことが記されている。
  - 平城宮跡出土木簡によれば、年代は不明であるものの、備前国邑久郡旧井郷に秦勝小国がいたことが記録されている。
  - 平城宮跡出土木簡によれば、年代は不明であるものの、備前国邑久郡八浜郷の戸主・（闕氏）麻呂の戸口に大辟部乎猪がおり、「大辟部（オホサケベ）」という氏から秦氏の部民であったと考えられる。
  - 平城宮跡出土木簡によれば、年代は不明であるものの、備前国上道郡沙石郷御立里に秦勝千足や秦部得丸が、同郡幡多郷に秦人（闕名）、秦人部得足、秦老人、秦忍山が、同郡掲勢里に秦部犬養、秦部得万呂がいたことが記録されている。
  - 平城宮跡出土木簡によれば、年代は不明であるものの、備前国御野郡に秦（闕名）がいたことが記録されている。
  - 岡山県長船町にある湯次神社の湯次神は弓月君であるとされる。
  - 高木大亮軒が宝永6年（1709年）に記した『和気絹』によれば、岡山市の半田山は秦氏の人間が松を植えたために秦山と呼ばれるようになったという[36]。
  - 『前賢故実』などによれば、美作国久米郡には秦豊永がおり、恭しく忠実な性格で、両親に孝行を尽した。両親が亡くなった後、常に親の墳墓を守り、供養を続けた。豊永の事が朝廷に伝わり、貞観7年（865年）11月に朝廷は豊永に位を授け、その労役を免除、門閭に表彰の印を掲げ、世間で知れ渡るようにしたという。豊永は三保村大字錦織の錦織神社に祀られている。
  - 美作国久米郡出身である法然の母親は秦君清刀自であるとされる。
- 近江依知秦氏 - 近江国愛智郡など琵琶湖周辺が拠点。楽師なども多く輩出。太秦嶋麿、楽家として栄えた東儀、林、岡、薗家など。現在の宮内庁楽部にもその子孫が在籍する。
- 若狭秦氏 - 若狭国は現在の福井県。塩や海産物を朝廷に多く献上した地。
- 越前秦氏 - 坂井、丹生、足羽の越前北部を基盤とした。
- 東国秦氏 - 駿河国、甲斐国、相模国秦野など東日本の秦氏をまとめた名称。（東海秦氏と記述されている場合もある。）
- 信濃秦氏 - 信濃国の国司などを務め、更級郡を拠点としたとされる[注釈 2]。

（主なものを掲載。年代や書物などにより名称が異なる場合がある。）

## 秦人と秦人部、秦部
秦氏には秦人、秦人部、秦部という部民が存在したが、その分類方法は以下の通りであったとされる。
- 秦人 - 弓月君と共に朝鮮からやってきて、既に養蚕機織技術などを身につけていた渡来人集団
- 秦人部 - 秦人の後に秦氏の傘下に降った倭人
- 秦部 -　秦人部の中でも、元々畿内や西国の豪族に支配されていたものの、国造制やミヤケ制の進展によって秦氏に管轄されるようになった集団

そして、彼らを在地で管理したのが勝姓や秦氏であった。
構図としては、まずミツキを作る秦人、農作をする秦人部や秦部がおり、在地の勝姓が彼らを統率していたとされる。そして、勝姓は在地の秦氏によって管理され、在地の秦氏は都までミツキを送り、中央の豪族であった秦氏がクラに納めていたと考えられる。

## 秦氏が創建に関係した主な神社・寺院
神社
- 松尾大社
- 伏見稲荷大社
- 木嶋坐天照御魂神社（蚕の社）
- 大酒神社 - 京都府京都市右京区にあり、秦始皇帝、弓月君、秦酒公を祀る。
- 大避神社 - 兵庫県赤穂市坂越にあり、秦河勝を祀る。対岸の生島には秦河勝の墓がある。
- 敢国神社
- 旗宮

寺院
- 広隆寺
- 石鉄山往生院正法寺
- 秦楽寺
- 補陀落山久能寺 - 秦久能忠仁が観音菩薩像を安置（現在の久能山東照宮付近にあたる）[39]。

## 秦氏に関する人物
- 弓月君
- 秦大津父 - 欽明天皇に仕えた。大蔵の司。
- 秦酒公 - 秦氏の再編に貢献。廷臣として朝廷に仕えた。
- 秦河勝 - 聖徳太子のブレーンとしても知られ、太秦に蜂岡寺（広隆寺）を創建したことで知られる。村上天皇の日記には「大内裏は秦河勝の宅地跡に建っている」と記されており、平安京への遷都や造成に深く関わっていたと記紀にある。葛野秦氏の中心的人物と称される。
- 椋部秦久麻 - 天寿国繡帳（中宮寺）の製作者。
- 朴市秦造田来津 - 秦河勝の子。白村江の戦いで戦死。
- 秦吾寺 - 蘇我倉山田石川麻呂の謀反計画に連座し処刑。
- 秦伊侶具 - 伏見稲荷大社を建立。
- 上仙菩薩 - 一宮神社の社家実遠の第二子として生まれ萬願寺、善成寺などを開基した高僧。
- 弁正 - 秦牛万呂の子で、次男が秦朝元。秦朝元の娘は藤原清成の室（妻）となり、藤原種継を生んだ[40]。
- 慧達 - 法相宗の僧侶。美濃国出身で俗姓は秦氏[41]。
- 賀美能宿禰 - 嵯峨天皇の義母。神野郡（伊予国）出身。退官後に石鉄山往生院正法寺を建立。
- 藤原葛野麻呂 - 母方の祖父が秦嶋麻呂で、秦氏は藤原北家と婚姻関係を持った[42]。
- 道昌 - 俗姓は秦氏。法輪寺を再興した僧侶で、恒貞親王に密教を教えた[43]。
- 法然 - 母が秦氏。
- 藤原為憲 - 妻が秦氏。
- 二階堂行政 - 妻が秦氏（熱田神宮の巫女）。
- 秦公春
- 秦助正

平城京跡出土の木簡に記述されている秦氏
- 秦老人 - 備前国。
- 秦忍山 - 備前国。
- 秦大丸 - 備前国。
- 秦勝小国 - 備前国。
- 秦部得丸 - 備前国。
- 秦部(犬)養 - 備前国。
- 秦部得万呂 - 備前国。

正倉院文書に記述されている秦氏
- 秦秋庭（秦常秋庭）
- 秦乳主（秦忌寸乳主）
- 秦東人（秦前東人 - 「少初位上　秦前東人」）
- 秦家主（秦部家主 - 「大初位下　秦部家主」） - 秦家主（はたのやかぬし）は、746年（天平18年）から771年（宝亀2年）まで、造東大寺司写経所で活動したことが正倉院文書から確認されている。また、2011年から4年をかけて行われた校倉造りの宝庫「正倉」の屋根修理工事の際、正倉内に積んであった空の古櫃（こき：宝物を納めていた古い木製の箱）168合を一時移動させる必要があった。このとき「八月廿一日借用紙四枚　給秦家主」という墨書が新たに見つかっている（古櫃第二十号のふたの裏）[45]。

前賢故実に記述されている秦氏
- 秦酒公（はた の さけのきみ）-【巻第一】
- 秦河勝（はた の かわかつ）-【巻第一】
- 秦部総成女（はたべ の ふさなりのむすめ）-【巻第四】
- 秦豊永（はた の とよなが）-【巻第四】
- 秦武文（はだ の たけぶん）-【巻第九】

## 末裔とされる氏族
末裔・枝氏は60ほどあるとされる。
- 秦首、秦公、秦人、秦子、秦冠、秦姓[47]。
- 勝氏、忌寸氏、部氏[48]。
- 朴市秦氏（えちはた） - 近江国愛知（えち）郡。
- 内蔵氏、大蔵朝臣[46](漢氏と共通)[49]。
- 朝原氏、太秦氏、長蔵氏、長田氏[46]
- 惟宗氏[46]
  - 薩摩島津氏[46] - 惟宗朝臣からの派生氏族。島津氏自体は当初は藤原氏末裔、後に清和源氏末裔を自称。
  - 宗氏[46] - 惟宗氏からの派生氏族。宗氏自体は桓武平氏末裔を自称。
  - 執印氏（鹿児島氏） - 薩摩国一宮新田八幡宮社家。
  - 神保氏[46]、安芸氏、市来氏、川原氏、河俣氏なども惟宗氏の出とされる。
- 長宗我部氏 - 信濃秦氏の秦能俊が土佐国長岡郡宗部郷の地頭となったため改姓。
- 川勝氏[50][51]
- 赤松氏[52]
- 東儀家
- 松下氏 - 松下氏自体は宇多源氏（近江源氏）六角氏の末裔を自称。庶家に花井氏がある。
- 松尾氏 - 秦氏の末裔。秦氏は松尾大社、伏見稲荷大社などを氏神として祀り、それらは賀茂氏の創建した賀茂神社とならび、山背国でももっとも創建年代の古い神社となっている。秦氏の末裔はこれらの社家となった。
- 藤原北家 - 秦氏と藤原氏は婚姻関係を持つ[42]。

## 末裔を称する人物
- 長宗我部元親 - 戦国時代から安土桃山時代にかけての土佐国の戦国大名。長宗我部氏第21代当主。
- 島津義久 - 戦国時代から安土桃山時代にかけての薩摩国の戦国大名。島津氏第16代当主。
- 赤穂浪士 - 大石内蔵助など元赤穂藩士47人の中に播磨秦氏の末裔。
- 荷田春満
- 東儀俊美 - 雅楽師で元宮内庁首席楽長。日本芸術院会員。
- 羽田貞義 - 羽田武嗣郎 - 羽田孜 - 羽田雄一郎・羽田次郎 - 羽田家は秦氏の末裔と伝えられる[53]。
- つのだじろう - 秦氏の末裔と自称して漫画『うしろの始皇帝』を発表。
- 麻生太郎 - 第92代内閣総理大臣、自由民主党幹事長
- 安田朗 - イラストレーター、デザイナー、漫画家